# Arquivos do Museu Nacional
Arquivos do Museu Nacional (fins al 1943 anomenada Archivos do Museu Nacional; ISSN: 0365-4508) és la revista científica més antiga del Brasil. El primer número es va publicar el 1876. La revista s'edita i publica quatrimestralment, els mesos de març, juny, setembre i desembre, per part del Museu Nacional del Brasil i la Universitat Federal de Rio de Janeiro. La revista té articles d'àrees com l'antropologia, arqueoligia, botànica, geologia, paleontologia i zoologia. El Museu Nacional té una altra publicació, el Boletim do Museu Nacional que es publica amb fascicles sobre antropologia, botànica, geologia o zoologia.